# St. Marien (Hamm)

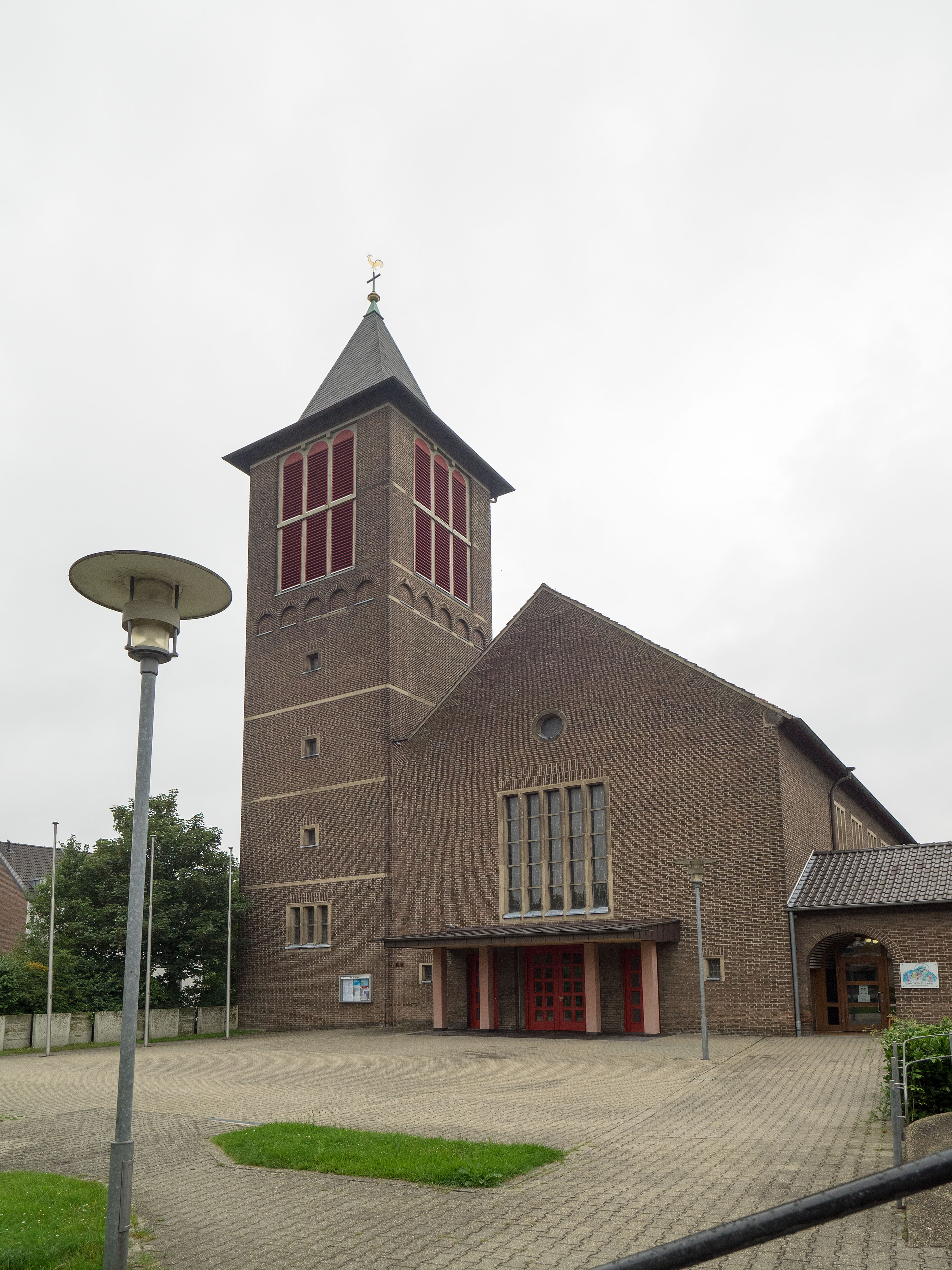
St. Marien in Viersen-Hamm

St. Marien ist eine römisch-katholische Filialkirche in Hamm, einem Ortsteil des Stadtbezirkes Alt-Viersen in der Stadt Viersen im Kreis Viersen in Nordrhein-Westfalen.
Die Kirche ist unter Nummer 475 in die Liste der Baudenkmäler in Viersen eingetragen, steht unter dem Patronat „Unserer Lieben Frau unter dem Titel des Makellosen Herzens“ und wurde 1951 bis 1955 nach Plänen von Adolf Dickmann und Walter Dickmann errichtet.
St. Marien gehört zur Pfarre St. Remigius Viersen. 

## Geschichte
Der Bezirk der Gemeinde St. Marien gehörte ursprünglich zur Pfarre St. Joseph. Da nach dem Zweiten Weltkrieg die Bevölkerungszahl deutlich zunahm, wurde der Bau einer weiteren Kirche erforderlich. Man entschied sich für die Honschaft Hamm. Gottesdienste wurden zunächst ab 1946 in der Turnhalle der Hammer Schule gefeiert. Bereits ein Jahr später fand sich durch eine Schenkung ein Bauplatz für eine Kirche direkt gegenüber der Schule. Anfang der 1950er Jahre wurden die beiden Architekten Adolf Dickmann und Walter Dickmann, die ein Architekturbüro in Düsseldorf-Oberkassel betrieben, mit der Planung beauftragt. Baubeginn war im November 1951, im Verlauf des Jahres 1955 war die Kirche fertiggestellt. Die Kirchweihe war am 13. November 1955. Am 30. November 1955 wurde das Rektorat St. Marien innerhalb der Pfarre St. Joseph gebildet. Weitere Eigenständigkeit erhielt die Gemeinde mit der Erhebung zur Pfarrvikarie am 1. Oktober 1961. Endgültig losgelöst von St. Joseph wurde St. Marien mit der Erhebung zur Pfarre am 7. Dezember 1991. Bereits zum 1. Januar 2010 wurde die Pfarre nach nur 19 Jahren wieder aufgelöst und St. Marien wurde Filialgemeinde innerhalb der Pfarre St. Remigius.

## Baubeschreibung
St. Marien ist eine zweischiffige Stufenhallenkirche aus Backsteinen in Formen der Nachkriegsmoderne. An den Westgiebel schließt sich seitlich der Glockenturm an. 

## Ausstattung
An der Chorrückwand befindet sich ein raumhohes Mosaik mit Darstellung des Gnadenstuhls. Es ist eine Arbeit des Mönchengladbacher Künstlers Josef Höttges aus dem Jahr 1956. Er entwarf ebenfalls das Buntglasfenster im Chor, es wurde 1955 eingebaut. Die Kreuzwegstationen schuf Egino Weinert aus Emaille 1984. 

## Pfarrer
Folgende Priester wirkten bis zur Auflösung der Pfarre als Pfarrvikar bzw. seit 1991 als Pfarrer an St. Marien:
- 1955–1986: Paul Grüning
- 1986–1998: Hubert Cramer
- 1998–2010: Stephan Gedden